# Peertsbos (Herentals)
Het Peertsbos is een natuurgebied van 200 hectare, ongeveer 2 kilometer noordwest van Herentals-centrum. De naam is afgeleid van het Middelnederlandse 'Pertse', dat grenspaal betekent.

## Geografie en milieu
Het Peertsbos ligt op lage aangeslibde gronden in de vallei van de Kleine Nete en op drogere zandgronden aan de rand van de Kempense Heuvelrug die de waterscheiding vormt tussen de Kleine Nete en de Aa. Door het bos loopt de Fermerijloop.

## Eigendom en gebruik
Het bos is eigendom van het OCMW van Herentals, en wordt beheerd door het Agentschap voor Natuur en Bos (ANB), dat in 2012 een bosbeheerplan opstelde. Ongeveer de helft van het bos werd in erfpacht gegeven aan Sport Vlaanderen (voorheen Bloso), dat er sportterreinen en -accommodaties heeft geïnstalleerd.
Het bos is vrij toegankelijk, via twee bewegwijzerde wandelroutes.